# Berneray Causeway

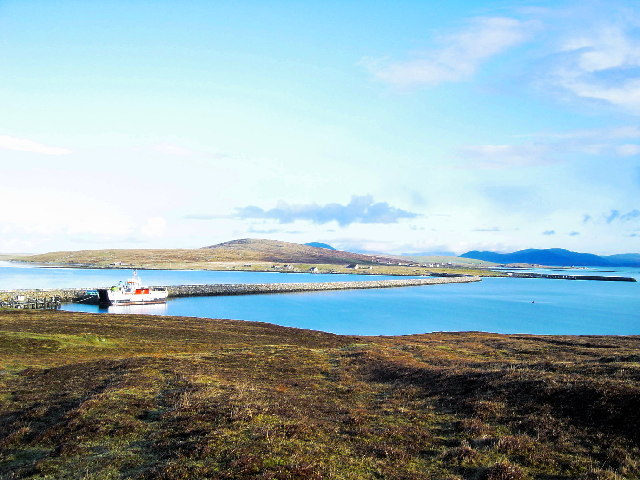
Blick über den Berneray Causeway von North Uist nach Berneray; im Hintergrund ist der Borve Hill mit der Siedlung Borve zu sehen.

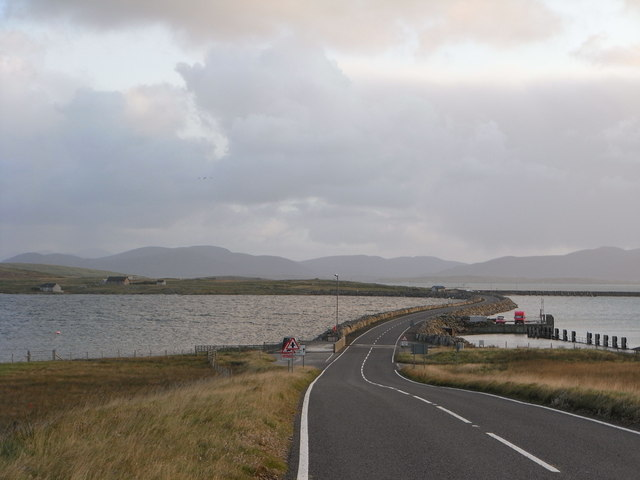
Berneray Causeway in Blickrichtung Norden

Der Berneray Causeway ist ein Straßendamm, der die Hebrideninseln Berneray und North Uist miteinander verbindet. Er gehört zu einem Netzwerk von Dämmen und Brücken, das die größten Inseln der Inselgruppe Uist verbindet. Er überquert mit einer Länge von etwa 870 m den Berneray-Sund.
Mit den Planungen für den Berneray Causeway wurde 1991 begonnen. Ziel war es die Insel Berneray besser an die größeren, südlich gelegenen Inseln anzubinden. Wie schon zwischen anderen Insel der Äußeren Hebriden wurde ein Damm zu diesem Zwecke als die geeignetste Lösung erachtet. Mit dem Bau wurde 1997 begonnen. Insgesamt mussten mehr als 300.000 t Gesteinsmaterial bewegt werden, die aus einem naheliegenden Steinbruch stammten. Dieser wurde nach Beendigung der Bauarbeiten wieder geschlossen und das Gelände renaturiert. Etwa zwei Drittel der Bauarbeiter stammte aus der Region. Über den 10 m breiten Damm führt die zweispurige Verbindungsstraße zwischen den Inseln. An beiden Küsten sind Durchlässe für Fischotter ausgespart; in der Mitte des Bauwerks befindet sich ein 2 × 3 m weiter Durchlass für Meerestiere. Des Weiteren sind Zäune installiert, um die Wanderung von Kaninchen nach Berneray zu unterbinden und damit das ökologische System der Insel zu schützen. Die Gesamtkosten beliefen sich auf 6,6 Millionen £. Prinz Charles eröffnete den Damm feierlich am 8. April 1999, obwohl er zuvor inoffiziell genutzt worden war.
Der Verkehrsweg ersetzt eine Fährverbindung, die vorher als einzige Verbindung zwischen den Inseln bestand. Die letzte Fähre verkehrte am 17. Dezember 1999 von Berneray nach North Uist. Zahlreiche Inselbewohner setzten auf dieser Fahrt über und wanderten anschließend über den Damm zurück nach Berneray.

## Archäologische Funde
Im Vorfeld des Baus wurden archäologische Untersuchungen auf den betroffenen Geländestücken durchgeführt. Hierbei wurden Spuren jungsteinzeitlicher Besiedlung entdeckt; ferner über 150 Tongefäße, Feuerstein und Werkzeuge aus Quarzgestein sowie Anzeichen von nachmittelalterlichen Bebauung mit einer Hafenanlage und einem Steinbruch. Auch ein 8 × 8,8 m messender, etwa einen halben Meter hoher Cairn wurde freigelegt. Wahrscheinlich handelt es sich dabei um eine bronzezeitliche Grabstätte. Der Cairn wurde erhalten, was Änderungen an der Projektplanung zur Folge hatte. Ein 3 × 3 m messender Cairn, wahrscheinlich piktischen Ursprungs, wurde 1998 gefunden. Er wurde nicht freigelegt, jedoch kartographiert und durch Verlegung der Streckenführung erhalten.

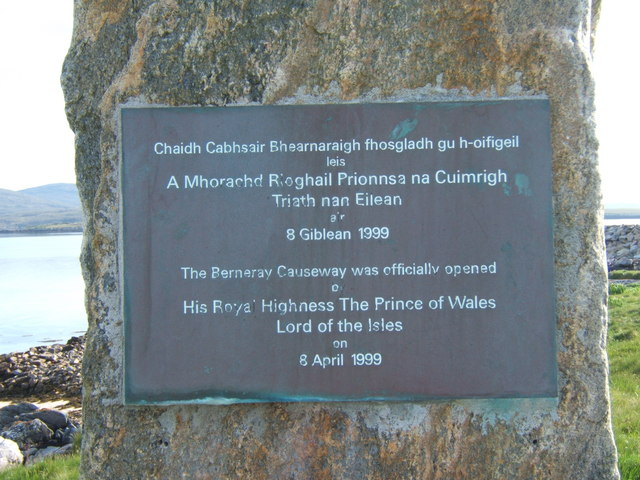
Inschrift in den Gedenkstein zur Eröffnung des Damms
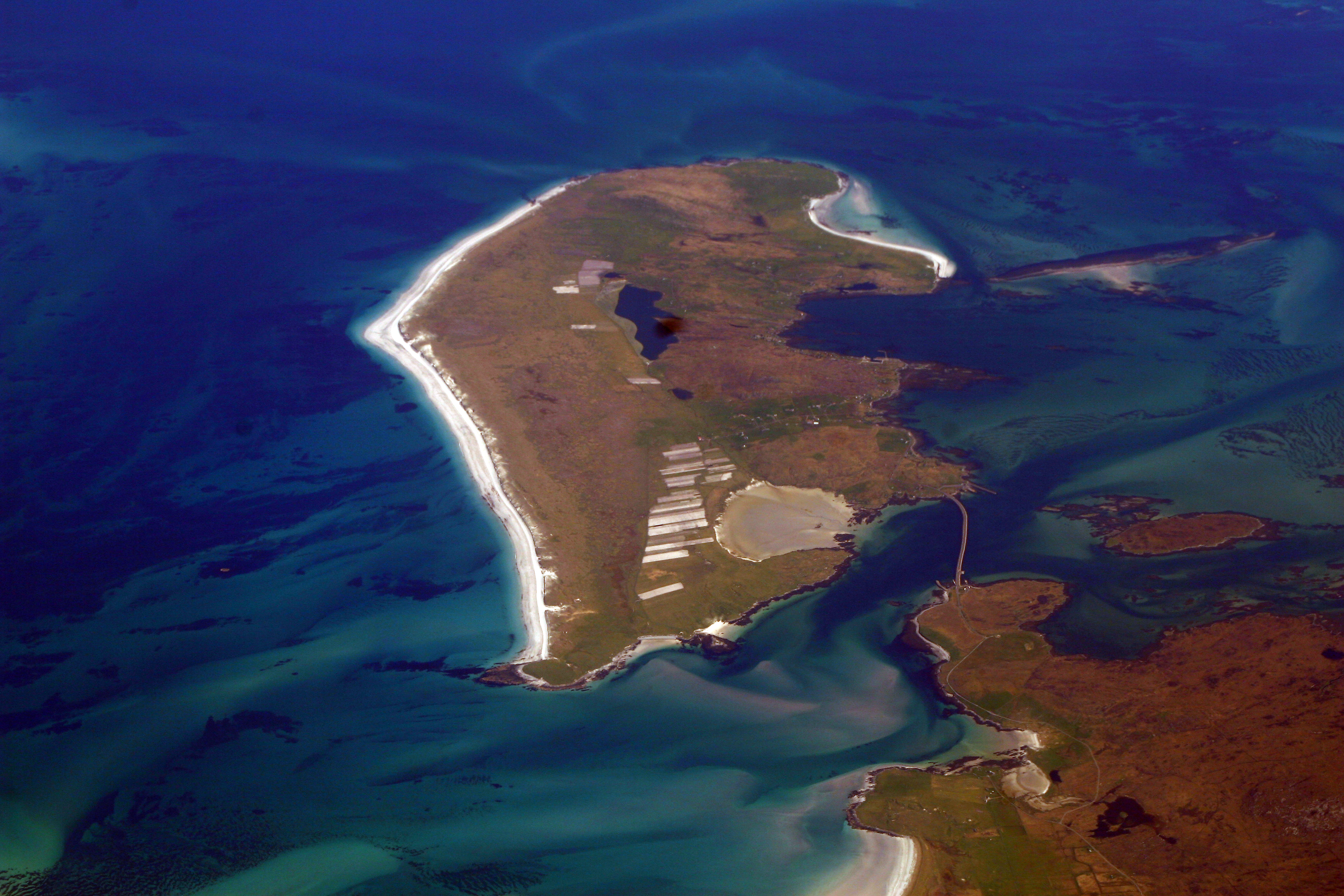
Luftbild
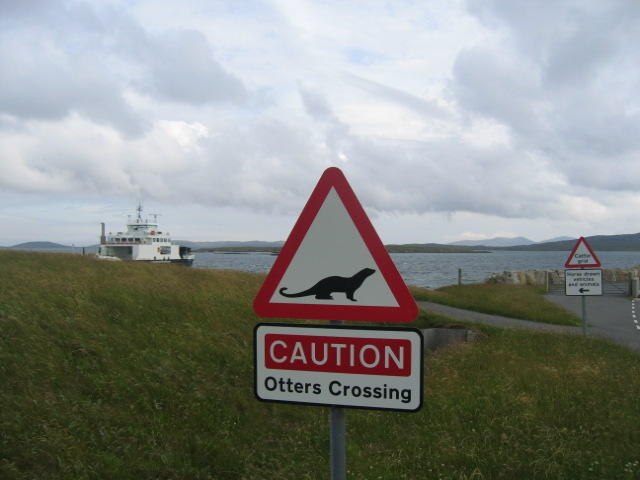
In den Küstengebieten siedeln Otter